# Tempesta di citochine
Una tempesta di citochine, detta anche ipercitochinemia, è una reazione immunitaria potenzialmente fatale. Consiste in una reazione a catena che coinvolge le citochine e i globuli bianchi, in cui i livelli delle varie citochine sono estremamente elevati.
Il primo riferimento all'espressione tempesta di citochine nella letteratura medica risale a James Ferrara et al. nella GVHD, nel febbraio del 1993.

## Storia ed epidemiologia
Si crede che le tempeste di citochine siano state responsabili di molte vittime durante la pandemia di influenza del 1918, che uccise un numero sproporzionato di giovani adulti: in questo caso, un sistema immunitario sano potrebbe aver costituito uno svantaggio.
I risultati preliminari delle ricerche da Hong Kong hanno anche indicato che la stessa ragione potrebbe essere alla base di molte delle morti durante l'epidemia di SARS nel 2003 e quella di SARS-CoV-2 del 2020.
Anche le morti umane dell'epidemia aviaria H5N1 solitamente implicano una tempesta di citochine.
L'alta mortalità recentemente riportata tra i giovani sani durante l'epidemia di influenza suina del 2009 ha portato ad ipotizzare che le tempeste di citochine possano essere responsabili di queste morti, anche perché l'influenza suina risulta appartenere allo stesso ceppo dell'influenza spagnola del 1918.

## Eziopatogenesi
La tempesta di citochine è l'espressione sistemica di un sistema immunitario forte e in salute, che rilascia più di 150 o 200 noti mediatori dei processi infiammatori (citochine, radicali liberi e fattori di coagulazione). Sia le citochine pro-infiammatorie (come il fattore di necrosi tumorale alfa, l'interleuchina 1 e l'interleuchina 6) sia le citochine anti-infiammatorie (come l'interleuchina 10 e il ricettore antagonista dell'Interleuchina 1) sono elevate nel siero dei pazienti affetti da tempesta di citochine.
Quando il sistema immunitario combatte i microrganismi patogeni, le citochine segnalano alle cellule immunitarie come le cellule T e i macrofagi la necessità di viaggiare verso il sito dell'infezione. Inoltre, le citochine attivano le stesse cellule, stimolandole a produrre altre citochine. Normalmente, il corpo ha dei sistemi che regolano questo meccanismo, ma in alcuni casi la reazione diventa incontrollata, e troppe cellule immunitarie sono attivate in un unico luogo.
La ragione precisa non è completamente compresa, ma può essere causata da una risposta esagerata del sistema immunitario nei confronti di un invasore nuovo e percepito come altamente patogeno.
Le tempeste di citochine possono danneggiare significativamente i tessuti e gli organi del corpo. Se una tempesta di citochine avviene nei polmoni, ad esempio, può verificarsi un accumulo di fluidi e cellule immunitarie che può a sua volta bloccare le vie respiratorie e portare alla morte.
La tempesta di citochine può verificarsi in un certo numero di malattie infettive e non, tra cui la malattia del trapianto contro l'ospite (GVHD), la sindrome da distress respiratorio (ARDS), la sepsi, l'Ebola, l'influenza aviaria, la COVID-19, il vaiolo e la sindrome da risposta infiammatoria sistemica, e nella sindrome polmonare da hantavirus.
La tempesta di citochine può anche essere indotta da alcune medicine: il farmaco sperimentale TGN1412 causò sintomi molto gravi, probabilmente dovuti ad una tempesta di citochine, quando fu somministrato nel 2006 a sei individui volontari che partecipavano a un trial clinico di Fase I (first-in-man).

## Sintomi
I sintomi principali della tempesta di citochine sono febbre alta, gonfiore e arrossamento, estremo affaticamento e nausea. In alcuni casi la reazione immunitaria può essere fatale.